# Hamburger Verhältnisse
Als Hamburger Verhältnisse bezeichnet man einen Zustand, bei dem aus parteipolitischen Gründen eine Unregierbarkeit der Stadt Hamburg vermutet wird oder tatsächlich vorliegt. Vergleichbare Wahlergebnisse ergaben sich auch in anderen Bundesländern, so zum Beispiel die „Hessische Verhältnisse“ nach der Landtagswahl in Hessen 1982.

## Geschichte
Der Begriff entstand nach der Bürgerschaftswahl 1982, bei der am 6. Juni drei Parteien in die Hamburger Bürgerschaft gewählt worden waren: Die CDU hatte als Wahlsiegerin 43,2 % der Stimmen erhalten, die SPD 42,7 % und die Grün-Alternative Liste (GAL) als drittstärkste Partei 7,7 %. Die FDP war mit 4,9 % knapp an der Fünf-Prozent-Hürde gescheitert. Da CDU und SPD weder eine Große Koalition bilden noch mit der GAL koalieren wollten, entstand eine von der GAL tolerierte Minderheitsregierung der SPD. Die Bürgerschaft beschloss daraufhin die Auflösung gemäß Artikel 11 der Verfassung und Neuwahlen, die im Dezember 1982 abgehalten wurden.
Nach der Bürgerschaftswahl 1986 kam es erneut zu „Hamburger Verhältnissen“. Wieder war die CDU mit 41,9 % der Stimmen vor der SPD (41,7 %) und der GAL (10,4 %) Wahlsiegerin; die FDP mit 4,8 % aufgrund der Fünf-Prozent-Hürde nicht in der Bürgerschaft vertreten. Da sich die Parteien nicht auf eine Regierungskoalition verständigen konnten, wurde die Bürgerschaft aufgelöst und im Mai 1987 neu gewählt. Nach der Wahl wurde ein sozialliberaler Senat gebildet.